# 蛟河市
蛟河市（こうが-し）は中華人民共和国吉林省吉林市に位置する県級市。

## 地理
蛟河市は吉林省東部、長白山西麓に位置する。

## 歴史
1909年（宣統元年）、清朝により現在の敦化市額穆に設置された額穆県を前身とする。1939年（康徳6年）、満州国により県治が現在地に遷された際に蛟河県と改称された。国共内戦期間中の1948年初の一時期、吉林省政府が移転されている。1989年に蛟河市に改編され現在に至る。

## 行政区画
7街道、8鎮、1郷、1民族郷を管轄：
- 街道弁事処：民主街道、長安街道、河南街道、奶子山街道、拉法街道、河北街道、新農街道
- 鎮：新站鎮、天崗鎮、白石山鎮、漂河鎮、黄松甸鎮、天北鎮、松江鎮、慶嶺鎮
- 郷：前進郷
- 民族郷：烏林朝鮮族郷

## 交通

### 鉄道
- 中国国家鉄路集団
  - 長琿都市間鉄道
    - 蛟河西駅

  - 長図線
  - 拉浜線

### 道路
- 高速道路
  -  琿烏高速道路
- 国道
  -  G222国道（中国語版）
  -  G302国道